# 機動警察パトレイバー the Movie
『機動警察パトレイバー the Movie』（きどうけいさつパトレイバー ザ ムービー）は、1989年に公開された日本のアニメーション映画作品。監督は押井守。同時上映作品は『SDガンダムの逆襲』。

## あらすじ
1999年の東京湾。篠原重工の天才プログラマー・帆場暎一が、バビロンプロジェクトの要となるレイバー整備用海上プラットフォーム「方舟」から投身自殺を遂げた。
時を同じくして、都内ではレイバーが突如暴走する事件が多発。ついには風洞実験中だった自衛隊の試作レイバーまでが無人にもかかわらずに暴走事件を起こした。特車二課第1小隊は、近々正式配備される新型パトレイバー零式の研修中のため不在となり、留守を預かる第2小隊は単独で多発する暴走事件の対処に追われていた。
第2小隊の篠原遊馬巡査は、多発する暴走事件の異常性にいち早く気付いて独自に調査を始め、暴走した機体すべてに搭載されていた篠原重工製の最新レイバー用OS「HOS」(Hyper Operating System)が原因ではないかと推測する。また、同様の疑念を抱いていた第2小隊長・後藤喜一警部補は、「HOS」の主任開発者だった帆場の捜査を、本庁の松井刑事に依頼していた。遊馬の調査の結果、帆場の意図したとおりに「HOS」が引き起こす暴走が事件の原因であることが明らかとなるが、篠原重工から同じ内容の報告を受けた政府や警視庁上層部は、有力企業である篠原重工との関係や「HOS」を認可した国の責任問題の隠蔽を重視し、公式には「HOS」のバージョンアップと称しつつ、「HOS」を旧OSに書き換えることで政治的決着を図ろうとする。課長から独断専行を咎められた遊馬は二週間の停職処分となってしまうが、それは遊馬を勤務から離し、アメリカでの技術指導から帰ってきたシバシゲオ整備士とさらに踏み込んだ調査・考察を行わせるための後藤の策だった。
遊馬とシゲは、「HOS」暴走のトリガーが「強風によって建造物から発せられる低周波音」であることを突き止める。折しも風速40メートルになる超大型台風が接近しており、その強風は、東京湾近郊にある吹き抜け構造の超高層ビル、またハープ橋などを吹き抜けて低周波音を発し、共鳴によって増幅し、首都圏全体に響き渡ることが予想された。大規模なレイバー暴走を未然に食い止めるため、大音量の低周波音を発し得る「方舟」を解体するべく、アメリカから香貫花・クランシー巡査部長を呼び寄せた第2小隊は本庁黙認のもと緊急出動する。だが時を同じくして、MITで解析に成功したHOSのブラックボックスから、一度でも「HOS」に接触したコンピュータには暴走プログラムが潜伏しており、OSの書き換えでは暴走は止められない情報が判明する。
「方舟」メインコントロールルームを確保した第2小隊は各ブロックをパージしていくが、空いた空間に入った風が共鳴し、「方舟」内部のレイバーが暴走を開始する。遂には「方舟」のメインコンピュータも暴走して制御不能になり、遊馬は最後の手段として、泉野明巡査に「方舟」の強制分離プラグを点火させた。一挙に荷重を失って倒壊した「方舟」から這い出した一同だが、香貫花が搭乗した零式はなおも暴走を続け、野明のイングラム一号機に牙をむく。ウィンチとワイヤーを駆使し、転落寸前になりながら零式に取り付いた野明は、零式のデータメモリーを直接銃撃し、機能停止に追い込んだ。
帆場が企図した「バビロンプロジェクトへの大打撃」は不可避となったものの、当面の嵐は去り、湾岸一帯のレイバー暴走は防がれた。救援に駆け付けた後藤らのヘリコプターを発見した野明は、満面の笑みを浮かべて手を振るのだった。

## 声の出演
※各登場人物の詳細は機動警察パトレイバーの登場人物を参照。
- 篠原遊馬 - 古川登志夫
- 泉野明 - 冨永みーな
- 後藤喜一 - 大林隆介
- 南雲しのぶ - 榊原良子
- 香貫花クランシー - 井上瑤
- 太田功 - 池水通洋
- 進士幹泰 - 二又一成
- 山崎ひろみ - 郷里大輔
- シバシゲオ - 千葉繁
- 榊清太郎 - 阪脩
- 実山 - 辻村真人
- 松井刑事 - 西村知道
- 海法部長 - 小島敏彦
- 福島 - 小川真司
- 片岡 - 辻谷耕史
- テレビの天気予報レポーター / 政府広報ナレーション - 林原めぐみ
- 方舟の篠原重工スタッフ / ウェイター / 特車2課の整備員 - 子安武人
- 暴走レイバーの運転手 - 立木文彦

### サウンドリニューアル版追加キャスト
- 女性アナウンス - 高乃麗

## スタッフ
- 監督 - 押井守[2]
- 企画・原作 - ヘッドギア[2]
- 原案 - ゆうきまさみ[2]
- 演出 - 澤井幸次[2]
- 脚本 - 伊藤和典
- キャラクターデザイン - 高田明美[2]
- メカニックデザイン - 出渕裕[2]
- メカニックデザイン協力 - 河森正治、佐山義則、幡池裕行
- レイアウト - 渡部隆、田中精美
- カラーデザイン - 池さゆり
- 作画監督 - 黄瀬和哉
- 原画 - 井口忠一、戸部敦夫、水村良男、岸田隆宏、村田俊治、武田一也、渡辺純夫、大川弘義、荒川眞嗣、郷敏治、大島康弘、阿部晃嵯詩、菅沼栄治、吉田英俊、村田充範、松原秀典、後藤隆幸、福田佳祐、竹内敦志、黄瀬和哉、奥田万つ里、沖浦啓之
- 撮影監督 - 吉田光伸
- 撮影 -  株式会社ティ・ニシムラ
- 美術監督 - 小倉宏昌
- 美術 - 平田秀一、菱山徹、平城徳浩、竹田悠介、武重洋二、佐藤広明、中座洋二、串田達也、渋谷幸弘、光元博行、高橋健一、大機恭子、谷村心一、池信孝、三上雅寛、市原よう子、石垣プロダクション、スタジオキャッツ
- コンセプトフォト - 樋上晴彦
- 特殊効果 - 村上正博、村上寿美江
- 編集 - 森田清次 (森田編集室)
- コンピューターグラフィックス - IKIF
- 音楽 - 川井憲次
- 音響監督 - 斯波重治
- プロデューサー - 鵜之沢伸、真木太郎、久保真
- 制作協力 - I.Gタツノコ（現・Production I.G）
- 制作 - スタジオディーン[2]
- 製作 - 株式会社バンダイ、株式会社東北新社
- 配給 - 松竹株式会社

### サウンドリニューアル版スタッフ
- 監督 - 押井守
- 録音演出 - 斯波重治
- 調整 - 井上秀司
- 効果 - 倉橋静男＜サウンドボックス＞
- 効果助手 - 武藤品子＜サウンドボックス＞
- 録音助手 - 高木創、森本桂一郎
- 録音スタジオ - 東京テレビセンター
- 録音制作 - オムニバスプロモーション
- 音楽 - 川井憲次
- 音楽録音・調整 - 福代教平、佐藤智昭
- 音楽制作デスク - 仲野智子、安田玲子
- ミュージシャンコーディネーター - DAYBREAK、大竹茂
- KEYBOARDS - 川井憲次
- CHORUS - 井出真理、斉藤裕美子、近藤薫、川俣由規子
- VIOLIN - 内田輝、宮内道子
- STRINGS - 内田GROUP
- TRUMPET - 数原晋、河東伸夫
- TROMBONE - 中川英二郎
- 音楽録音・調整スタジオ - Bunkamura STUDIO、AUBE STUDIO
- 音楽ディレクター - 原一雄、巌剛
- 音楽制作 - AUBEワーナーアーティスツ、ワーナーミュージック・ジャパン
- 協力 - ドルビージャパン、伏木雅昭
- 宣伝 - 熊谷淳
- アシスタントプロデューサー - 桑島龍一、国崎久
- プロデューサー - 杉田敦
- 企画 - 渡辺繁、植村徹
- 製作 - バンダイビジュアル株式会社、株式会社東北新社

## 製作
本作品の制作に当たっては、「劇場版3つの誓い」なるものが発表された。それは、「娯楽の王道をいくこと」、「主役でありながらOVAでの活躍が少なかった遊馬と野明が大活躍すること」、「レイバー対レイバーの戦いを描くこと」である。詳細は機動警察パトレイバーの項を参照。
しかし監督の押井は「誓いは聞いていたが、映画を作り始めたらすべて忘れていた」という。
近未来の東京を強く演出するため下町的雰囲気の残る場所に対する綿密なロケハンが行われ、松井刑事たちが帆場の痕跡を求めて東京を巡るシーンなどに結実し、近景の下町と遠景の超高層建築とが対比されている。
押井は、制作において予算もスケジュールもなく四苦八苦したと語っている。例えば松井のシーンにて、本来ならば活劇だが完成に間に合わせるには静的なサスペンスシーンで尺を稼ぐ必要があると考え、しかし実際にロケハンした結果そちらの方が映画的に面白いだろうと思い、アクションは人に任せるつもりだった。映画のラストも方舟が崩壊するシーンで終わる予定だったところ、零式を活躍させて欲しいと依頼があり、割り当てに苦心したと明かす。
帆場暎一についても、押井は「実はいなかった」というシナリオを考えたが、脚本の伊藤に猛烈に反対されている。このことに対し伊藤は「映画の次元は上がるが、観客が混乱する」としてその理由を挙げている。

### 経緯
プロデューサーの鵜之澤伸によれば、元々はテレビシリーズの企画が断念したことから始まり、のちにテレビシリーズを制作するためにパイロットフィルムに近い形でOVAを作り、その成功をもってあらたにテレビ化を打診したところスタッフの反応が悪く、押井からは「テレビシリーズはスタッフがボロボロになるから、その前に劇場版をやりたい」と断られたという。
同プロデューサーの真木太郎によれば、OVAのヘッドギアへの印税を払うために自分が押井に劇場版を頼んだのがきっかけであるという。
脚本の伊藤和典は、初め押井は劇場版に乗り気じゃなかったが、車の移動中にアイデアを思いつき、その時には本作品の骨格が出来ていたと話す。
これらに対し、押井は鵜之澤と真木の話に異を唱え、OVA6本の監督後はプロデューサーの厳命で現場に触れさせてもらえず、自分としてはパトレイバーは終わりだと感じていたと明かした。また劇場版についても「最後の打ち上げ花火」として鵜之澤から持ち掛けられており、テレビシリーズの話は聞いていないと語っている。

### 美術

#### 作画
作画監督の黄瀬和哉の手により、劇中キャラクターの作画はキャラクターデザインの高田明美の絵柄から遠ざかり、目を小さく描き、口元や頬の下に影を描くなど、OVAシリーズのアニメ的な絵と大きく異なる写実的なテイストが加えられた。これについて高田は「アニメは共同作業なので仕方ない」と答えている。本作品に続く劇場版2作目ではそうした作画の傾向がさらに推し進められ、高田も当初よりそれを考慮してデザインをあげたという。
周囲からは「どうして野明が可愛くないんだ」と批判を受け、押井からも「せめて野明はとにかく可愛く描いてくれ」と頼まれた。黄瀬は「『どうせこの作品が終わったら大阪に帰るんだから』とどう評価されてもかまわなかったけど、何となく成功してしまった」「今見てもやっぱり『漫画だ』『女の子だ』『稚拙な画だ』という気がする」と振り返っている。
また黄瀬は、本作品にて時間のかかっていた動画を、1コマや2コマから3コマにすべて打ち直した。リアルなスタイルの作品では、1～2コマでは滑らかなぶん力が抜けるためとし、押井は「1つ勉強になった」「大英断」と評価している。

#### 背景
監督の押井は、本作品の最大の山場を「松井と片岡が東京を歩き回るシーン」と語り、「キャラクターでなく、東京の街そのものを見せる」ことに重点を置いていた。
本作品で使われた手法の1つに“カメラを遅く動かす”ことがあり、これは背景の重さを見せ印象を強めるためのもので、押井はスタッフに対し「とにかく重さが大事」と念を押し、質感に関しても重視していた。
また細やかな描写にもこだわり、例えば劇中登場するシゲの下宿について「古臭い看板建築で、室内のパソコンもきっちり描いてほしい」「面倒くさいことをやってもらいたい」と注文している。
ほかにも「止め絵中心ではなく細かく動かしたい」とした上で、観客がセリフに集中できるよう、背景として動かす部分について注意し、カットの意味などをスタッフに伝えていた。

### 音楽

#### イメージソング
本作品にはイメージソングとして新旧OVA、テレビ版の主題歌を歌った笠原弘子による「約束の土地へ」という曲が添えられている。オリジナル音源は本作品の前売りチケットマガジン（通称チケマガ）CDなどに収録されているが、事前のプロモーションで使用されたのみであり、本編でこの曲が流れる場面は無い。ただし、後日発売されたミュージックビデオには収録されている。

#### 劇伴
劇伴は、OVA版に引き続き川井憲次が担当した。また、1998年には本作品のDVDソフト化に伴う音源の5.1chサラウンド化に際して、サウンドトラックのリメイクが行われている（詳細は「サウンドリニューアル版」の項目にて）。これは単なるサラウンド化だけでなく、劇場公開当時は打ち込みで製作されていたサウンド箇所をよりクオリティの高い音色や生音に差し替えるといったブラッシュアップが図られている。

### サウンドリニューアル版
音源の5.1ch化に際して、本作品の場合、音楽や効果音だけに留まらず、セリフなどすべてのサウンド素材が1から作り直されている。
押井監督とプロデューサーの間で、90年代後半当時に流行っていた「音源の5.1ch化をやってみないか」という話から始まった企画だが、押井自身の「一度作ったものに手を加えるのは嫌いだが、音響は技術の変化が著しいので話は別」という熱意で、初めは機械的に変換していたが結局はすべて作り直すことになった。また、劇場版第1作で使用されたマルチトラックテープが一切現存していなかったことが、その理由の1つに大きくある。
5.1ch化の作業について、初めての経験だったスタッフは川井を始め苦心し、押井によれば「川井はドルビー研究所から来た音響装置にコーヒーをこぼして壊そうとしていた」という。
アフレコのキャストは、押井の希望通りにオリジナルメンバーが結集し、当時『新世紀エヴァンゲリオン』で大ブレイクしていた林原めぐみも駆け付けた。
しかし、キャスト陣は9年前の作品に対し、再度セリフを吹き込むことにそれぞれの思いや葛藤を感じており、さらにはアフレコの際にレシーバーを使うかどうかでも意見が分かれた。

## 作品解説
映画公開当時は、まだパソコンの普及度が低く、インターネットも日本では研究などのプロジェクトが立ち上がり始めたりで一般解放すらされていなかったが、そのころから早くもコンピュータウイルスによる犯罪に着目し、ストーリーの重要な要素として取り上げている。
OVAシリーズの設定に準じ、特車二課棟の所在地は大田区城南島の架空のブロックに設定されている。また、方舟、バベル、エホバ、666（ヨハネ黙示録）など、劇中の各所に旧約聖書や新約聖書の要素が用いられている。
本作品のチケマガCD付き前売券は10万枚を売り上げた。チケマガCD付き前売券は次回作『機動警察パトレイバー 2 the Movie』でも発売された。

### 『機動警察パトレイバー the Movie 4DX』
1989年の映画公開から30周年突破を記念して本作品を体感型アトラクションシアター「4DX」で上映することが『機動警察パトレイバー』シリーズの版権管理を行う株式会社ジェンコ、シネプレックスなどを運営するユナイテッド・シネマ株式会社から発表されていた。当初2020年4月17日公開予定だったが新型コロナウイルスの影響により公開延期となり、2020年7月17日に公開となった。

## 評価
1989年の第7回日本アニメ大賞にて大賞を受賞した。
映画情報サイトの映画.comでは、“いつ見ても素晴らしい、時代を超えて愛される名作映画”として1200本の映画の1つとして本作品を選出している（2020年時）。
アニメ・特撮研究家の氷川竜介は“明日からモノの見え方が変わるアニメ映画”として10作品の1つに本作品を挙げ、バブル最盛期の浮かれた日本を風刺した作品であると評価し、バブル崩壊後に改めてその先見性に驚かされたと述べている。評論家の宇野常寛も批評において本作品に込められたバブル批判に触れている。
フリーライターの中島紳介は、2020年のパンフレットにおいて「89年に本作品で描かれた10年後のテクノロジーは、30年の経過で現実が追い越し時代遅れに感じる部分は否めない」としつつも、「かつて専門用語だったハッカーやAIなどの単語も、今や子供すら知っていて、バビロン・プロジェクトやコスモポリスは、東京臨海地区だけでなく日本中で見られるありふれた風景になっている」と述べ、「“パトレイバー的な未来”に現代人は生きている」と作品の先見性を評価している。

## イベント・キャンペーン

### 『機動警察パトレイバー the Movie』極上音響上映会
『機動警察パトレイバー』シリーズ30周年突破記念企画の1つとして、2019年11月23日から28日にかけて立川シネマシティで行われたイベント。
劇場版第1作を音楽ライブ用の音響セッティングで上映するほか、23日と24日には篠原遊馬役の古川登志夫と音楽を担当した川井憲次が登壇するトークイベントも行われた。

### 『機動警察パトレイバー the Movie』30th記念上映会&トークイベント
2019年12月28日にユナイテッド・シネマ アクアシティお台場で行われたイベント。同年12月20日より有楽町マルイで開催された「機動警察パトレイバー30周年突破記念展～30th HEADGEAR EXHIBITION featuring EARLY DAYS─PATLABOR THE MOVIE～in 東京」を記念したもの。イベントではオリジナル版ではなく、サウンドリニューアル版が上映された。
トークイベントには監督の押井守に脚本の伊藤和典、プロデューサーの鵜之澤伸と真木太郎が参加し、イベントの様子は同年12月28日に札幌プラザ2・5で行われたイベント「祝！公開30周年！『機動警察パトレイバー the Movie』マーベラス音響上映」内にて、ニコニコ生放送で配信された。

### 35周年リバイバル上映
公開35周年を記念して、全国の映画館で1週間再上映された。オリジナル音声版上映と告知されたが、実際にはサウンドリニューアル版が上映され、主催者が謝罪した。本編上映前に2026年上映予定の次回作として「PATLABOR EZY」の予告編が流れた。

## 関連商品

### VHS
1989年12月15日にノートリミング版が発売。また、劇場版第2作目の公開記念として1993年6月20日に再発売された。
1989年12月9日には、ヘッドギアメンバーのインタビューが収録されたメイキング版ビデオ『機動警察パトレイバー VOL.7 1/2 AFTER THE MOVIE』が発売された。

### LD
- ノートリミング、ビスタサイズ、CLV収録。
  - 初回プレス版と通常版でジャケットが異なる。
- 『機動警察パトレイバー 2 the Movie』とセットになったLD-BOX『機動警察パトレイバー劇場版 コンプリートワークス』が販売された。CAVにて収録。

### DVD
- 1998年に最初にDVD化された。LD大のパッケージだった初回特典版にはキャストのインタビュー記事などが同封されていた。また、音声は劇場公開版とDVD化のためにリニューアルした音声の2種類を収録した。また、これ以降のDVD/BDの音声は劇場公開版とサウンドリニューアル版を同時収録するマルチオーディオ仕様になった。
  - 5.1chサラウンド化音声リニューアルは川井のサウンドトラックのみならず、効果音や台詞の再録音も実施されている。主要人物はもちろん、1989年録音時に端役を担当していた立木文彦、林原めぐみ、子安武人にいたるまで、ほぼ当時のキャストが再集結した。オリジナル版で「シュミレーション」と発音していた個所も「シミュレーション」と修正されているなど、リニューアル版の台詞は一部のパートで変更されている部分がある。
- 初回盤の販売後は通常版として通常のトールケースで販売された。ブックレットは縮小されてはいるが、初回盤の内容が記述されている。
- 2と共に米国でも発売（豪華版：89ドル99セント。通常版：29ドル99セント）。
- 2004年1月23日から絵コンテがセットになったLimited Editionが1年間の限定発売。
- 劇場版シリーズのメイキングが収録されたDVDおよび各種雑誌記事などが本として付属した「PATLABOR MOVIE ARCHIVES」が2004年2月25日に発売された。
- Blu-ray Disc/HD DVDとDVDがセット（各ディスクそれぞれに本編が収録されている）になった商品が2007年7月27日に国内発売された。

### BD
- 上述のDVDとのセットが2007年7月27日に発売。
- Blu-rayの単品版が2008年7月25日に発売。

### プラモデル
この映画の公開に合わせて1/60スケールのイングラムのプラモデルが「イングラム 劇場版」としてバンダイから発売された。このときシリーズナンバーが1とされた。しかしテレビシリーズ開始時に「イングラム TV版」（シリーズナンバー2）として金型改修が行われたため後は一切再販されておらず、バンダイの公式サイトにも記述がない（2008年現在）。このためパトレイバーのプラモデルにはシリーズナンバーが銘打たれているが、「1」のシリーズナンバーを持つ商品が再発売できない状況となっている。

### 小説
富士見書房のライトノベル雑誌「月刊ドラゴンマガジン」1989年11月号から1990年4月号にかけて、伊藤和典による本作品のノベライズ版『風速40メートル』が連載された。1990年10月に富士見ファンタジア文庫から刊行された小説『機動警察パトレイバー』（ISBN 978-4-8291-2374-4）に収録されている。

### エピソード
- 本作の初号プリントが上映される際、配給を担当する松竹株式会社の重役が出席したが、鑑賞後に「訳が分からない」と否定的な感想を漏す一方で、「だけど、元々ロボットアニメというのはこういうものだな」と、作品自体を問題視することはなかった。監督の押井守は、本作公開の1年前に『機動戦士ガンダム　逆襲のシャア』が同じ松竹配給で公開されており、ガンダムのお陰で、配給会社からの風当たりは強くなかったと語っている[27]。